# Bahnhofstraße 3 (Grebenstein)

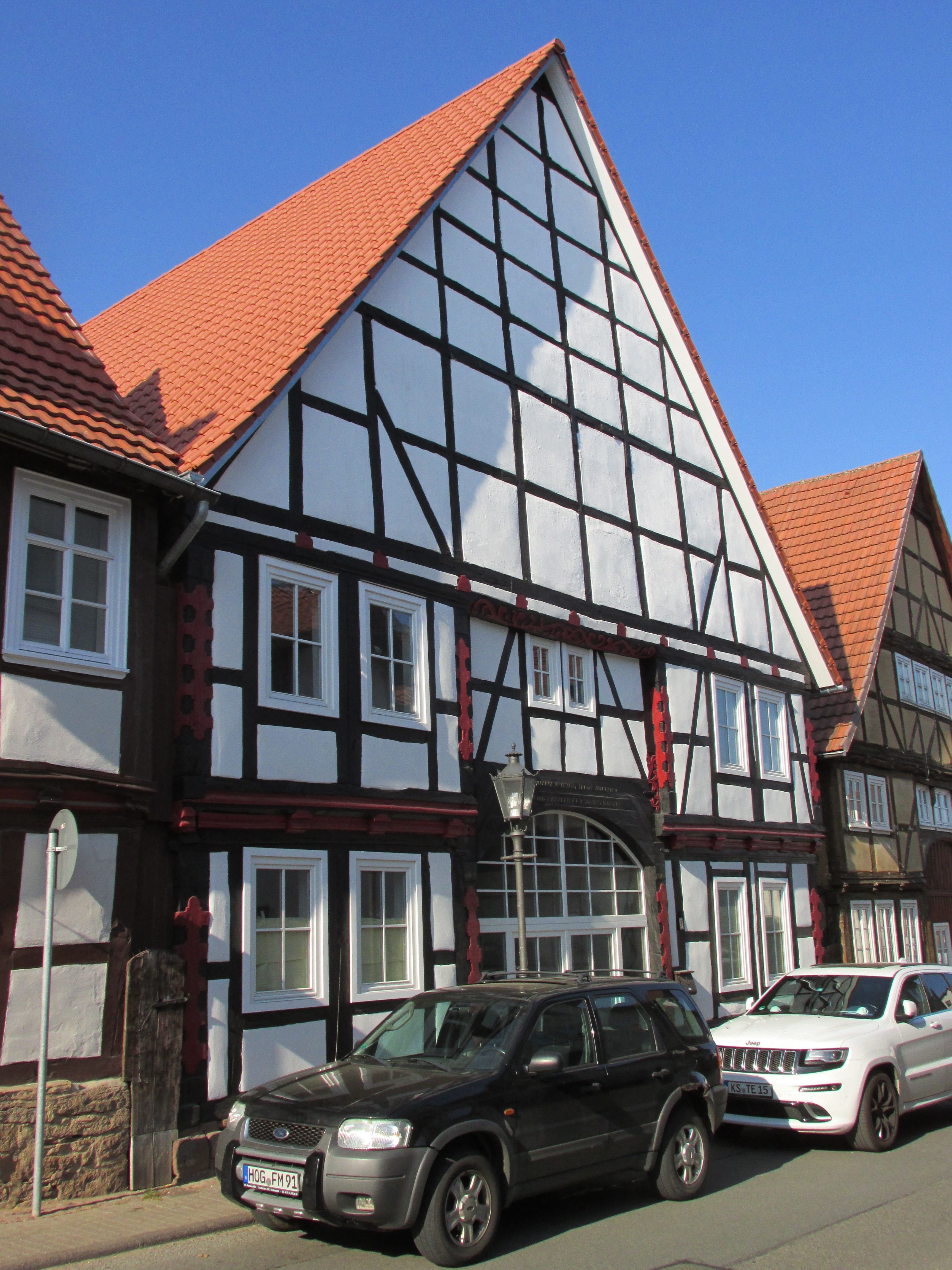
Fachwerkhaus Bahnhofstraße 3 in Grebenstein

Das Gebäude Bahnhofstraße 3 in Grebenstein, einer Stadt im Landkreis Kassel in Nordhessen, wurde um 1665 errichtet. Das Fachwerkhaus ist ein geschütztes Kulturdenkmal.
Der zweigeschossige Rähmbau entspricht dem Typ eines Längsdielenhauses. Die Pfosten sind mit Beschlagornamenten verziert. Die rechte Hälfts des Obergeschosses wurde im 19. Jahrhundert erneuert.